# Alicja w Krainie Czarów (film 1981)
Alicja w Krainie Czarów (ros. Алиса в Стране чудес, Alisa w Stranie czudies) – radziecki animowany film krótkometrażowy z 1981 roku w reżyserii Jefriema Prużanskiego składający się z trzech 10 minutowych części. Powstał na podstawie utworu Lewisa Carrolla o tym samym tytule.

## Obsada (głosy)
- Marina Niejołowa jako Alicja
- Wiaczesław Niewinny jako Biały Królik
- Rina Zielona jako Księżna
- Tatjana Wasilewa jako Czerwona Królowa
- Jewgienij Papierny jako Czerwony Walet
- Gieorgij Kiszko jako Marcowy Zając
- Aleksandr Burmistrow jako Szalony Kapelusznik
- Aleksandr Szirwindt jako Kot z Cheshire
- Ludmiła Ignatienko jako Gąsienica
- Rostisław Platt jako Narrator

## Wersja polska

### Pierwsza wersja dubbingu
- Wersja polska: Studio Opracowań Filmów w Warszawie
- Reżyseria: Henryka Biedrzycka
- Dialogi: Maria Etienne
- Dźwięk: Alina Hojnacka
- Montaż: Halina Ryszowiecka
- Kierownictwo produkcji: Jan Szatkowski

Źródło:

### Druga wersja dubbingu
- Wersja polska: Studio PDK Łódź
- Dialogi: Anna Klink
- Udział wzięli:
- Janusz German – Narrator
- Magdalena Dratkowska – Alice
- Grzegorz Pawlak –
  - Marcowy Królik,
  - Kot z Cheshire
- Damian Kulec –
  - Szalony Kapelusznik,
  - Biały Królik
- Stanisław Kwaśniak – Czerwony Walet
- Magdalena Zając – Gąsienica
- Katarzyna Pałka – Czerwona Królowa
- Masza Bogucka – Królewna
- Reżyseria: Grzegorz Pawlak
- Lektor: Wojciech Najda